# Лещина рогатая
Лещина рогатая (лат. Corylus cornuta) — вид листопадных деревянистых кустарников рода Лещина (Corylus) семейства Берёзовые (Betulaceae).
Как декоративное растение культивируется в Северной Америке с XVIII века.

## Распространение и экология
В природе ареал вида охватывает Северную Америку: США и южные районы Канады.
Произрастает в зарослях кустарников, в тенистых каньонах, по берегам рек, на сырых склонах.

## Ботаническое описание
Кустарник высотой 1—3 м. Молодые побеги слабо опушённые или голые, без железистых волосков; годовалые — голые, коричневатые; зрелые ветки с чечевичками.
Листья овальные или обратнояйцевидные, длиной 6—10 (до 12,5) см, шириной 3,5—6,5 (до 8) см, заострённые или с острием, в основании слабо сердцевидные или округлые, мелкозубчатые и иногда едва лопастно-зубчатые, сверху голые, снизу опушённые по жилкам, на волосистых, не железистых черешках 5—15 длиной мм.
Плоды скучены по 1—2, реже более, на волосистой плодоножке длиной 1,5—2,5 см. Обёртка, цельная, трубчатая, плотно обтягивающая орех и густо-щетинисто-волосистая. Орех овальный, бороздчатый, длиной 10—14 мм.

## Классификация

### Таксономия
Вид Лещина рогатая входит в род Лещина (Corylus) подсемейства Лещиновые (Coryloideae) семейства Берёзовые (Betulaceae) порядка Букоцветные (Fagales).
|  |                                      |  |                                                             |                                                             |                     |  | ещё 7 семейств (согласно Системе APG II) | ещё 7 семейств (согласно Системе APG II)                   |                                                            |  |  |  | ещё 3 рода   | ещё 3 рода         |  |  |
|  |                                      |  |                                                             |                                                             |                     |  | ещё 7 семейств (согласно Системе APG II) | ещё 7 семейств (согласно Системе APG II)                   |                                                            |  |  |  | ещё 3 рода   | ещё 3 рода         |  |  |
|  |                                      |  |                                                             | порядок Букоцветные                                         |                     |  |                                          |                                                            | подсемейство Лещиновые                                     |  |  |  |              | вид Лещина рогатая |  |  |
|  |                                      |  |                                                             | порядок Букоцветные                                         |                     |  |                                          |                                                            | подсемейство Лещиновые                                     |  |  |  |              | вид Лещина рогатая |  |  |
|  | отдел Цветковые, или Покрытосеменные |  |                                                             |                                                             | семейство Берёзовые |  |                                          |                                                            | род Лещина                                                 |  |  |  |              |                    |  |  |
|  | отдел Цветковые, или Покрытосеменные |  |                                                             |                                                             |                     |  |                                          |                                                            |                                                            |  |  |  |              |                    |  |  |
|  |                                      |  | ещё 44 порядка цветковых растений (согласно Системе APG II) | ещё 44 порядка цветковых растений (согласно Системе APG II) |                     |  |                                          | ещё одно подсемейство, Берёзовые (согласно Системе APG II) | ещё одно подсемейство, Берёзовые (согласно Системе APG II) |  |  |  | ещё 16 видов |                    |  |  |
|  |                                      |  |                                                             | ещё 44 порядка цветковых растений (согласно Системе APG II) |                     |  |                                          |                                                            | ещё одно подсемейство, Берёзовые (согласно Системе APG II) |  |  |  |              |                    |  |  |

### Подвиды
В рамках вида выделяют несколько подвидов:
- Corylus cornuta subsp. cornuta

[syn.  Corylus rostrata Aiton]
[syn.  Corylus rostrata Du Roi ex Steud., nom. illeg.]
[syn.  Corylus mexicana K.Koch]
[syn.  Corylus rostrata Dippel]
- Corylus cornuta subsp. californica (A.DC.) A.E.Murray

[syn.  Corylus californica (A.DC.) A.Heller]